# Coruche
Coruche é uma vila portuguesa pertencente ao Distrito de Santarém, com cerca de 9 000 habitantes.
É sede do Município de Coruche, um dos maiores de Portugal, com 1 115,72 km² de área, mas apenas 17 356 habitantes (2021), subdividido em 6 freguesias. O município é limitado a norte pelos municípios de Almeirim e Chamusca, a nordeste por Ponte de Sor, a leste por Mora, a sueste por Arraiolos, a sul por Montemor-o-Novo e pela fracção secundária do Montijo, a oeste por Benavente e a noroeste por Salvaterra de Magos. A vila fica a cerca de 80 quilômetros da capital do país, Lisboa.
Desde 2023 que Coruche integra a região estatística (NUTS II) do Oeste e Vale do Tejo e na sub-região estatística (NUTS III) da Lezíria do Tejo, continua, no entanto, a fazer parte da Comissão de Coordenação e Desenvolvimento Regional de Lisboa e Vale do Tejo, que manteve a designação da antiga CCDR com o mesmo nome. Pertence ainda à província do Ribatejo, hoje, porém sem significado político-administrativo, mas constante nos discursos de auto e hetero-identificação cultural.

## História
A presença humana ao longo de todo o vale do rio Sorraia está testemunhada pelos inúmeros vestígios arqueológicos que, dados os recursos naturais disponíveis, confirmam a fixação humana de forma continuada desde o Paleolítico.
Datável entre o 5.º e o 3,º milénios a.C., o conjunto megalítico de Coruche, localizado no extremo sudeste do concelho, é composto por cerca de três dezenas de monumentos, intervencionados na década de 30 do século XX pelo Professor Manuel Heleno, à data director do Museu Nacional de Arqueologia. Associado às antas ou dólmenes, antelas e cistas foram encontrados inúmeros objectos, directamente relacionados com o culto funerário do período Calcolítico.
Igualmente os romanos deixaram marcas no vale do Sorraia, sugerindo um povoamento concentrado junto ao rio e uma ocupação rural intensa entre os séculos I e V. Uma vez mais o rio Sorraia assume uma importância primaz como via de comunicação por excelência, permitindo o escoamento e recepção de mercadorias de vários pontos do Império.
No período de domínio islâmico, Coruche, dada a sua posição geográfica, assume uma importância estratégica entre as cidades de Xantarîn (Santarém) e Yâbura (Évora), daí a construção de uma fortificação que, posteriormente, durante o processo da Reconquista teve um papel de grande relevo.
D. Afonso Henriques chega a Coruche em 1166, sendo que entrega a manutenção deste espaço, em 1176, à Ordem militar dos freires de Évora ou Ordem militar de S. Bento. O primeiro foral da vila de Coruche foi outorgado por D. Afonso Henriques em 26 de Maio de 1182, segundo o modelo do foral de Évora, confirmado por D. Sancho I, em 1189, e por D. Afonso II, em 1218, mantendo-se até D. Manuel, quando este, no século XVI, procede à reforma dos forais.

## Freguesias

Freguesias do município de Coruche.

O município de Coruche está dividido em 6 freguesias:
- Biscainho
- Branca
- Coruche, Fajarda e Erra
- Couço
- Santana do Mato
- São José da Lamarosa

## Cultura
- Museu Municipal de Coruche
- Cinema municipal;
- Biblioteca municipal;
- Posto de Turismo de Coruche e Loja do Montado.

## Evolução da população do município
★ Os Recenseamentos Gerais da população portuguesa, regendo-se pelas orientações do Congresso Internacional de Estatística de Bruxelas de 1853, tiveram lugar a partir de 1864, encontrando-se disponíveis para consulta no site do Instituto Nacional de Estatística (INE).
| Número de habitantes                  | Número de habitantes | Número de habitantes | Número de habitantes | Número de habitantes | Número de habitantes | Número de habitantes | Número de habitantes | Número de habitantes | Número de habitantes | Número de habitantes | Número de habitantes | Número de habitantes | Número de habitantes | Número de habitantes | Número de habitantes |
| ------------------------------------- | -------------------- | -------------------- | -------------------- | -------------------- | -------------------- | -------------------- | -------------------- | -------------------- | -------------------- | -------------------- | -------------------- | -------------------- | -------------------- | -------------------- | -------------------- |
| 1864                                  | 1878                 | 1890                 | 1900                 | 1911                 | 1920                 | 1930                 | 1940                 | 1950                 | 1960                 | 1970                 | 1981                 | 1991                 | 2001                 | 2011                 | 2021                 |
| 6 759                                 | 7 896                | 8 358                | 9 634                | 13 031               | 14 023               | 18 317               | 23 352               | 26 136               | 27 437               | 24 800               | 25 278               | 23 634               | 21 332               | 19 944               | 17 355               |
| Número de habitantes por grupo etário |                      |                      |                      |                      |                      |                      |                      |                      |                      |                      |                      |                      |                      |                      |                      |
|                                       |                      |                      | 1900                 | 1911                 | 1920                 | 1930                 | 1940                 | 1950                 | 1960                 | 1970                 | 1981                 | 1991                 | 2001                 | 2011                 | 2021                 |
| 0-14 Anos                             | 0-14 Anos            | 0-14 Anos            | 3 595                | 5 089                | 5 266                | 6 455                | 8 287                | 7 701                | 6 806                | 5 425                | 5 006                | 3 598                | 2 499                | 2 388                | 1 857                |
| 15-24 Anos                            | 15-24 Anos           | 15-24 Anos           | 1 866                | 2 605                | 3 011                | 3 624                | 4 258                | 5 201                | 4 945                | 3 560                | 3 351                | 3 182                | 2 536                | 1 684                | 1 539                |
| 25-64 Anos                            | 25-64 Anos           | 25-64 Anos           | 3 853                | 4 951                | 5 522                | 7 356                | 9 482                | 11 794               | 13 658               | 13 275               | 13 155               | 12 473               | 10 974               | 10 007               | 8 203                |
| = ou > 65 Anos                        | = ou > 65 Anos       | = ou > 65 Anos       | 310                  | 477                  | 559                  | 777                  | 1 027                | 1 449                | 2 028                | 2 540                | 3 766                | 4 381                | 5 323                | 5 865                | 5 756                |

★ Número de habitantes "residentes", ou seja, que tinham a residência oficial neste município à data em que os censos  se realizaram
★★ De 1900 a 1950 os dados referem-se à população "de facto", ou seja, que estava presente no município à data em que os censos se realizaram. Daí que se registem algumas diferenças relativamente à designada população residente)

## Política

### Eleições autárquicas[9]
| Data | %            | V            | %     | V     | %       | V       | %              | V      | %              | V  | %              | V   | %              | V   | %  | V  | %  | V  | Participação |                |
| Data | FEPU/APU/CDU | FEPU/APU/CDU | PS    | PS    | PPD/PSD | PPD/PSD | CDS-PP         | CDS-PP | AD             | AD | PRD            | PRD | IND            | IND | BE | BE | CH | CH | Participação |                |
| ---- | ------------ | ------------ | ----- | ----- | ------- | ------- | -------------- | ------ | -------------- | -- | -------------- | --- | -------------- | --- | -- | -- | -- | -- | ------------ | -------------- |
| Data | 1976         | 49,63        | 4     | 27,59 | 2       | 13,52   | 1              | 6,10   | -              |    |                |     |                |     |    |    |    |    |              | 68,42 / 100,00 |
| 1979 | 59,45        | 5            | 11,41 | -     | AD      | AD      | AD             | AD     | 26,43          | 2  | 78,59 / 100,00 |     |                |     |    |    |    |    |              |                |
| 1982 | 58,06        | 5            | 17,83 | 1     | AD      | AD      | AD             | AD     | 19,61          | 1  | 71,84 / 100,00 |     |                |     |    |    |    |    |              |                |
| 1985 | 54,41        | 4            |       |       | 28,74   | 2       |                |        |                |    | 12,21          | 1   | 64,21 / 100,00 |     |    |    |    |    |              |                |
| 1989 | 42,98        | 3            | 28,11 | 2     | 24,67   | 2       |                |        | 57,65 / 100,00 |    |                |     |                |     |    |    |    |    |              |                |
| 1993 | 52,50        | 4            | 21,88 | 2     | 20,66   | 1       | 59,71 / 100,00 |        |                |    |                |     |                |     |    |    |    |    |              |                |
| 1997 | 50,27        | 4            | 26,21 | 2     | 16,08   | 1       | 2,31           | -      | 53,44 / 100,00 |    |                |     |                |     |    |    |    |    |              |                |
| 2001 | 39,69        | 3            | 42,45 | 3     | 12,15   | 1       | 2,22           | -      | 55,59 / 100,00 |    |                |     |                |     |    |    |    |    |              |                |
| 2005 | 38,40        | 3            | 45,08 | 4     | 10,46   | -       | 1,70           | -      | 59,33 / 100,00 |    |                |     |                |     |    |    |    |    |              |                |
| 2009 | 24,90        | 2            | 57,14 | 5     | 5,32    | -       |                |        | 6,93           | -  | 3,23           | -   | 59,13 / 100,00 |     |    |    |    |    |              |                |
| 2013 | 25,80        | 2            | 53,77 | 4     | 11,75   | 1       | 2,88           | -      |                |    | 1,49           | -   | 56,48 / 100,00 |     |    |    |    |    |              |                |
| 2017 | 23,00        | 2            | 56,95 | 4     | 15,27   | 1       |                |        |                |    | 53,91 / 100,00 |     |                |     |    |    |    |    |              |                |
| 2021 | 23,20        | 2            | 50,50 | 4     | 15,18   | 1       | 5,65           | -      | 52,62 / 100,00 |    |                |     |                |     |    |    |    |    |              |                |

### Eleições legislativas
| Data | %     | %     | %     | %    | %     | %        | %     | %     | %     | %     | %    | %   | %       | % | %  | %  |
| Data | PCP   | PS    | PSD   | CDS  | UDP   | APU/ CDU | AD    | FRS   | PRD   | PSN   | BE   | PAN | PSD CDS | L | CH | IL |
| ---- | ----- | ----- | ----- | ---- | ----- | -------- | ----- | ----- | ----- | ----- | ---- | --- | ------- | - | -- | -- |
| 1976 | 44,21 | 29,39 | 10,90 | 6,57 | 0,73  |          |       |       |       |       |      |     |         |   |    |    |
| 1979 | APU   | 18,52 | AD    | AD   | 0,93  | 47,70    | 26,44 |       |       |       |      |     |         |   |    |    |
| 1980 | APU   | FRS   | AD    | AD   | 0,62  | 45,40    | 28,70 | 18,94 |       |       |      |     |         |   |    |    |
| 1983 | APU   | 24,74 | 16,52 | 5,63 | 0,49  | 46,48    |       |       |       |       |      |     |         |   |    |    |
| 1985 | APU   | 13,19 | 16,87 | 4,23 | 1,04  | 38,95    | 21,21 |       |       |       |      |     |         |   |    |    |
| 1987 | CDU   | 15,68 | 28,85 | 2,77 | 0,63  | 35,47    | 11,19 |       |       |       |      |     |         |   |    |    |
| 1991 | CDU   | 26,28 | 35,97 | 2,55 |       | 27,27    | 1,07  | 1,14  |       |       |      |     |         |   |    |    |
| 1995 | CDU   | 43,41 | 19,51 | 5,73 | 0,75  | 26,29    |       | 0,23  |       |       |      |     |         |   |    |    |
| 1999 | CDU   | 43,46 | 18,97 | 6,41 |       | 25,97    | 0,29  | 1,28  |       |       |      |     |         |   |    |    |
| 2002 | CDU   | 41,88 | 24,67 | 7,76 | 20,98 |          | 1,48  |       |       |       |      |     |         |   |    |    |
| 2005 | CDU   | 49,58 | 15,75 | 4,03 | 21,48 | 4,73     |       |       |       |       |      |     |         |   |    |    |
| 2009 | CDU   | 36,48 | 16,24 | 9,15 | 21,28 | 10,89    |       |       |       |       |      |     |         |   |    |    |
| 2011 | CDU   | 30,78 | 26,50 | 9,73 | 20,94 | 4,45     | 0,66  |       |       |       |      |     |         |   |    |    |
| 2015 | CDU   | 37,43 | CDS   | PSD  | 20,48 | 8,65     | 0,73  | 24,91 | 0,35  |       |      |     |         |   |    |    |
| 2019 | CDU   | 43,43 | 16,27 | 4,59 | 16,71 | 7,93     | 1,50  |       | 0,48  | 1,42  | 0,70 |     |         |   |    |    |
| 2022 | CDU   | 47,65 | 19,64 | 1,47 | 11,94 | 2,94     | 0,74  | 0,46  | 10,24 | 2,28  |      |     |         |   |    |    |
| 2024 | CDU   | 34,08 | AD    | AD   | 9,80  | 20,43    | 3,59  | 0,90  | 1,55  | 23,16 | 2,44 |     |         |   |    |    |